# Кухня айнов

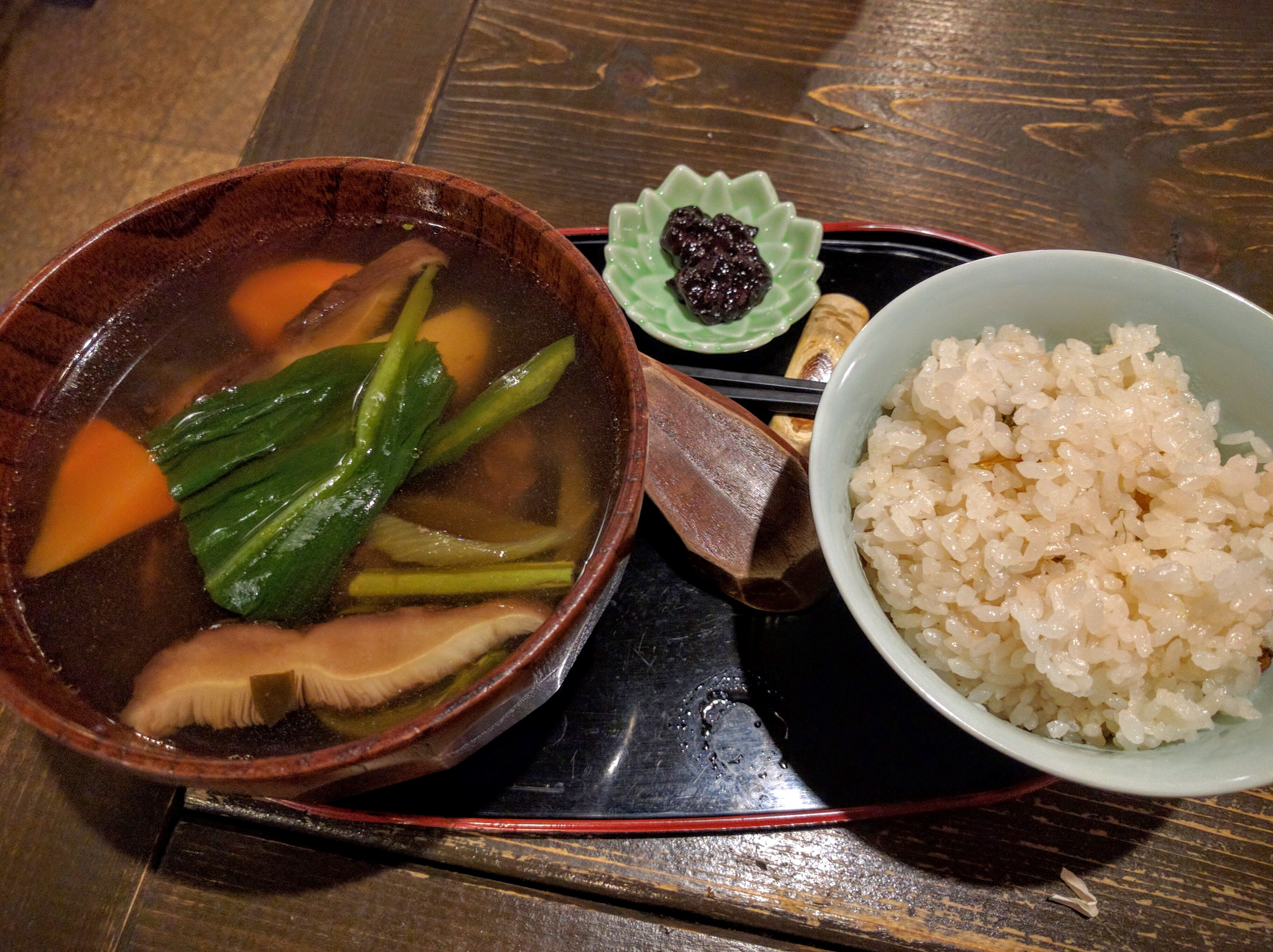
Овощной суп охау, печень лосося и рис

Айнская кухня — это этническая кухня народа северной Японии. Кухня айнов заметно отличается от японской. Сырое мясо употребляется редко, в большинстве случаев пища проходит термическую обработку. Кроме того, в отличие от японской кухни, в традиционной кухне айнов не используются мисо, соевый соус и сахар, хотя эти ингредиенты можно встретить в современных блюдах. Ресторанов айнской кухни крайне мало и встречаются они только на территории Японии, в туристических деревнях айнов (котан).

## Общая характеристика
Обычно блюда включают в себя лососину, оленину, дикие растения, собранные в горах (луковицы кардиокринума и жёлуди), а также различные зерновые культуры и картофель. Ввиду того, что рацион айнов был обусловлен охотой и собирательством, характерные для кухни ингредиенты могли варьироваться в зависимости от области проживания. Характерной особенностью айнской кухни является использование масел и животных жиров в качестве заправки. Кроме соли, блюда приправляются жирами трески, сардин, сельди, акул, тюленей, китов, пятнистых оленей и медведей.

## Ингредиенты

### Дичь
Важнейшим источником мяса, а также шкур у айнов был дикий олень. В структуре питания медвежатина давала меньшую долю мяса, но айны активно занимались и медвежьей охотой, однако к концу XIX — началу XX в. она постепенно пришла в упадок. Хотя добыча оленя стояла в охотничьих промыслах на первом месте, олень не почитался так, как медведь. Правда, в местностях, где оленей было мало, отношение к нему становилось иным, и к названию юк даже добавлялась частица камуй. Айны Курил питались, в ряду прочего, мясом бобров и птиц, а айны Сахалина — мясом мелких пушных зверей и собак.
Мясо айны потребляли, приготовленное разными способами. Часто его резали тонкими ломтями, как правило, обваривали и выносили на солнце сушить. Для этого были специальные сушила —кам-кума, отличавшиеся от вешал для рыбы. Досушивали мясо над огнем, при этом его еще и коптили. Медвежатина шла в пищу только отваренная, оленину жарили, отваривали, обваривали кипятком, зимой иногда ели свежей. В пищу шли также внутренние органы животных. Отметим, что, занимаясь приготовлением пищи, айны старались не смешивать ингредиенты, при этом «не только мясо, рыбу и растения (кроме трав) готовили отдельно, но и каждую часть животного следовало готовить как отдельное блюдо». Особенно строго соблюдался запрет смешивать с другими продуктами мясо медведя.

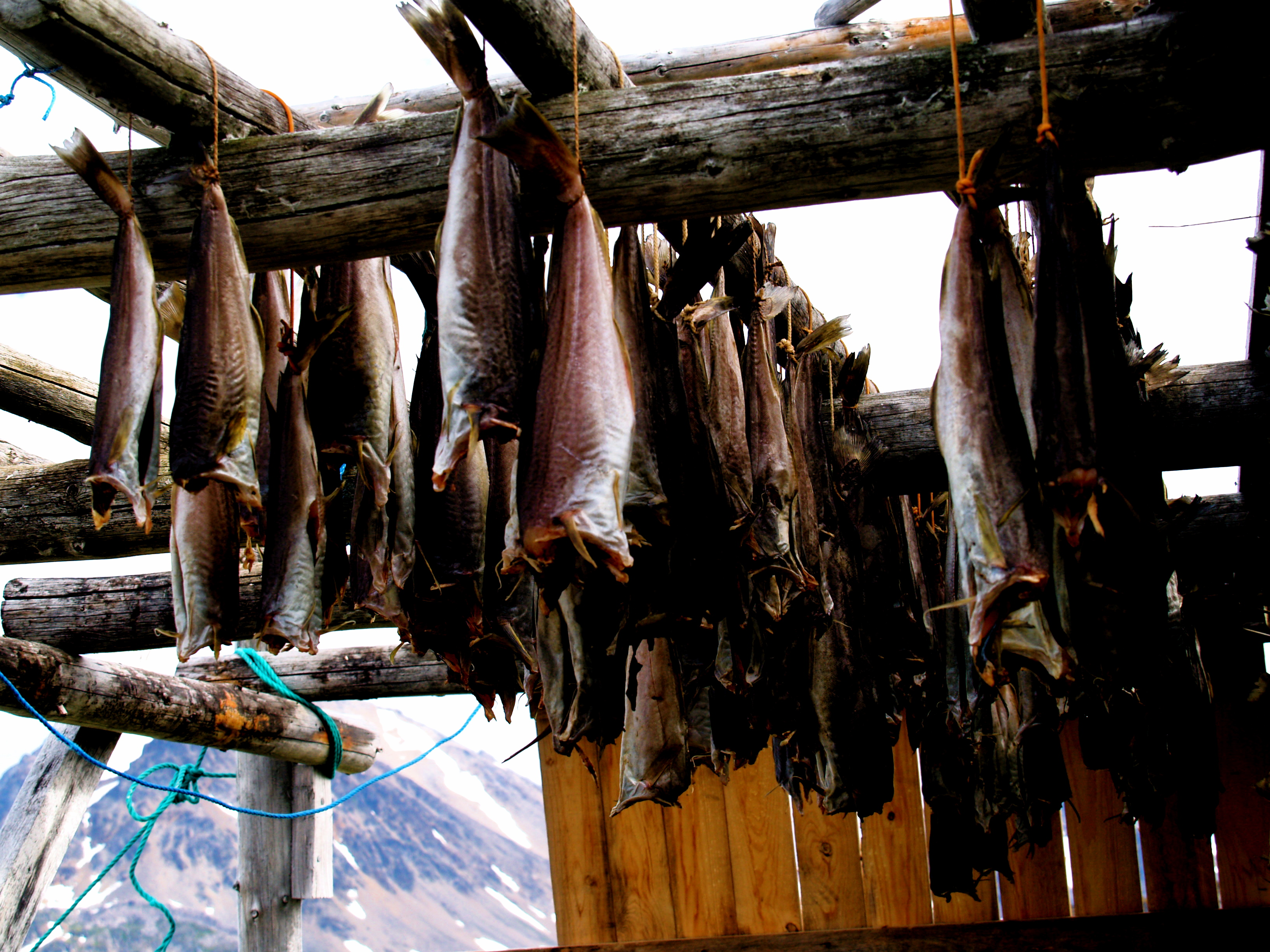
Приготовление сушеной рыбы

### Рыба и морепродукты
Основную ценность для айнов представляла кета. Массовый промысел кеты проводился осенью, но в зависимости от местности у разных групп айнов сроки лова могли различаться. В конце осени айны занимались отловом кильки, весной — сельди, летом — горбуши. Кроме этого, круглый год добывали камбалу, бык-рыбу и плотву. Готовили рыбу для непосредственного употребления или запасов на зиму разными способами: вялили, отваривали, жарили, коптили, замораживали и потом делали строганину. Когда надо было запастись рыбой впрок, ее чаще всего вялили, предварительно прокоптив. Также айны добывали меч-рыбу, луну-рыбу, тюленей, сивучей, белух, дельфинов, китов. Все они являлись для них важным источником мяса и жира. Косаток особо почитали и на них не охотились. Косатка считалась одним из главных божеств, посылающим людям китов, — каждого выброшенного на берег кита рассматривали как ее дар.

### Растения
Собирательство в жизни айнов было не основным, но важным для жизнеобеспечения промыслом. Занимались им в основном женщины с ранней весны до поздней осени. На морском берегу они добывали морскую капусту и другие водоросли, в лесах — черемшу, орехи, грибы и ягоды. Роль собирательства резко возрастала в районах, недостаточно пригодных для рыбного промысла. Важнейшими пищевыми запасами здесь были именно растительные. При этом женщины знали практически все растения не только рядом с их стойбищем, но и вокруг тех селений, куда они наведывались, даже если какие-то виды отсутствовали в родных местах. Айнам было известно и примитивное земледелие. Возделываемые растения менялись с годами по мере появления новых культур, таких как картофель, кабоча и бобы.
Продукты собирательства чаще всего потреблялись немедленно, но иногда, когда их было много, их заготовляли впрок. Основным способом запасания была сушка, либо в свежем виде, либо после предварительной обварки. Из борщевника и кардиокринума делали методом отмучивания крахмал, остающиеся отжимки тоже не выбрасывали, а лепили из них колобки, сушили и крошили в суп. Крахмал тоже шел на заправку супов и студней. Сушили также водоросли как приправу для супов.

## Характерные блюда

### Читатап
Блюдо читатап приготовлялось из спинного, хвостового, брюшного плавников и головы лосося с добавлением лука. Помимо лосося, для придания аромата читатапу используются различные виды мяса и рыбы, например японская плотва, оленина. Читатап в основном изготавливался зимой, когда пища портилась медленнее, и съедался в течение нескольких дней. Если читатап не был особенно свежим, его формовали в шарики и добавляли в суп.

### Охау

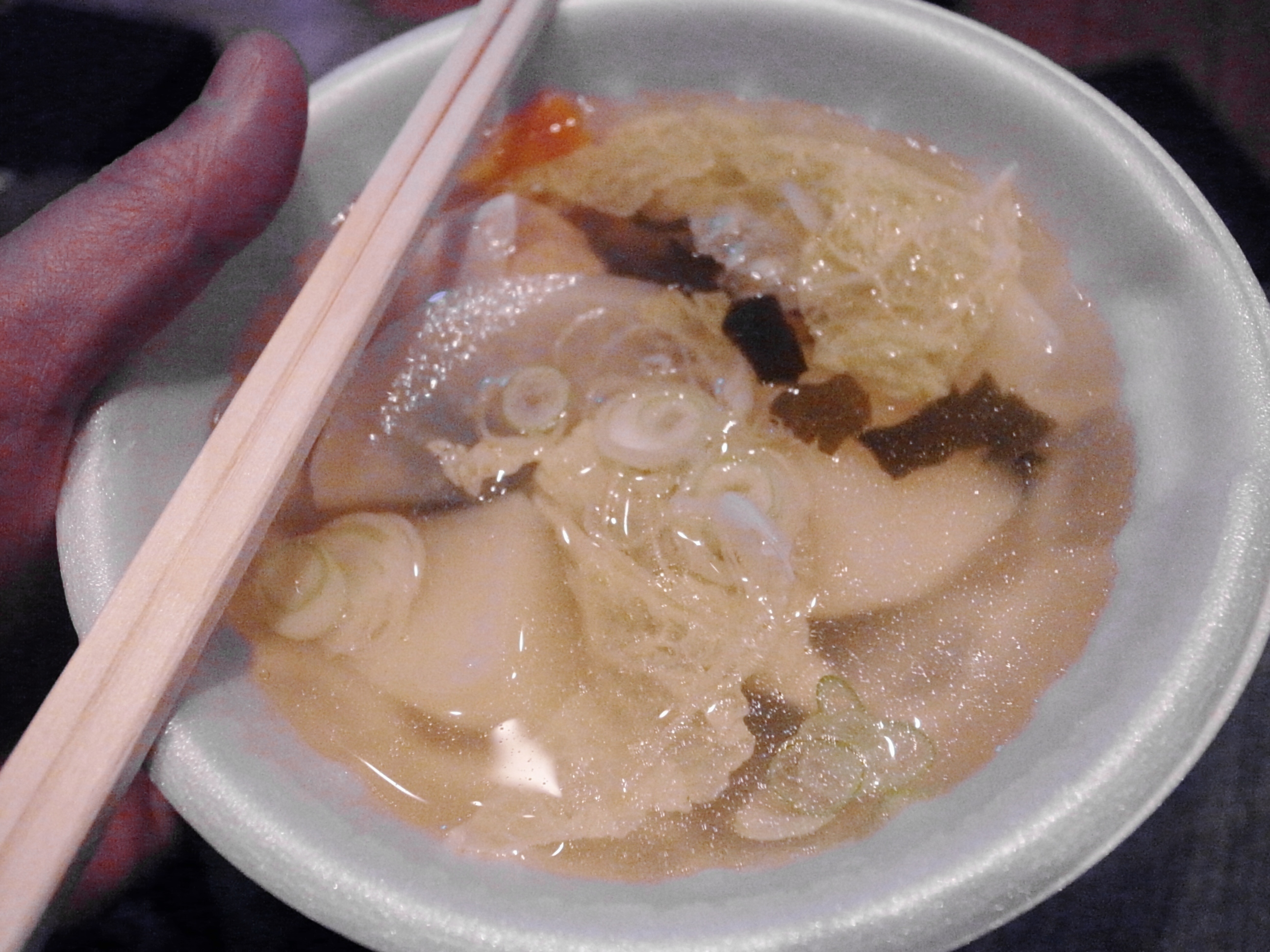
Охау, традиционное блюдо айнов

Охау — суп из отварных рыбы или мяса с овощами. Имеет схожую консистенцию с японским блюдом набемоно. Разновидности охау названы по их основному ингредиенту, например чеп охау (рыбный суп), камуй охау (медвежий суп) и кина охау (овощной суп).

### Саё
Каша, приготовленная из японского проса или риса. Как правило, злаки варят отдельно, но иногда добавляют собранные овощи. Саё не является основным блюдом. Скорее всего, айны пили его как чай после приема пищи. По этой причине саё готовили в небольшом специальном горшочке, чтобы избежать смешивания с другими блюдами. Существует несколько типов саё, отличающихся по основному ингредиенту: туреп саё (из луковиц кардиокринума), чипор саё (с икрой лососевых).

### Сито
Разновидность пельменей. Традиционно сито считались роскошью из-за времени и усилий, необходимых для производства муки путем измельчения зерна с помощью ступки и пестика. Таким образом, сито не употреблялись как повседневная пища, а использовались в качестве подношения на ритуальное убийство медведя (иёмантэ) и праздник предков.

## Напитки
В качестве напитков употребляли сок из корней многолетника, однако опасно было его употреблять в большом количестве — это могло привести к смертельному отравлению. С приходом весны и таянием снегов собирали сок ивы (ниномуни), сок клёна (топэнни), березы (татни). В березовый сок для хмеля клали листья так называемой травы грез (сикрэбэкина). Кроме того, пили сок лесного винограда и актинидии.
B айнском языке для обозначения вина, браги кроме японского слова сакэ существует слово тоното. В окрестностях Кусиро и других местах раньше приготовление вина было неизвестно, а привозные крепкие напитки называли сара укка нэкконоампэ («похоже на воду в горячем источнике»). Прототипом сакэ явился напиток, который изготовляли сбраживанием барды, состоящей из поджаренных каштанов или клубней кардиокринума, желудей. Туда же добавлялась кора японского коричника, затем все это заливалось сахаристым соком ягод или деревьев. Впоследствии для изготовления барды стали использовать рис, который привозился c о-ва Хонсю. Для получения сакэ стали использовать также местное пшено и просо. Закваску называли камтат, и она считалась сердцем сакэ (сампэ). Говорили, что сакэ получается хмельным потому, что сампэ получено от богини огня. Хранили вино в бочонках, над тем местом, где хранили сакэ, втыкали кинжал (пэнуну макари), чтобы отогнать злых духов. Просто так, ради опьянения, пить сакэ у айнов не было принято. Питье всегда имело какое-то ритуальное обоснование. Но при насыщенности жизни айнов различными обрядами в поводах для питья недостатка не было.

## Утварь и пищевые привычки

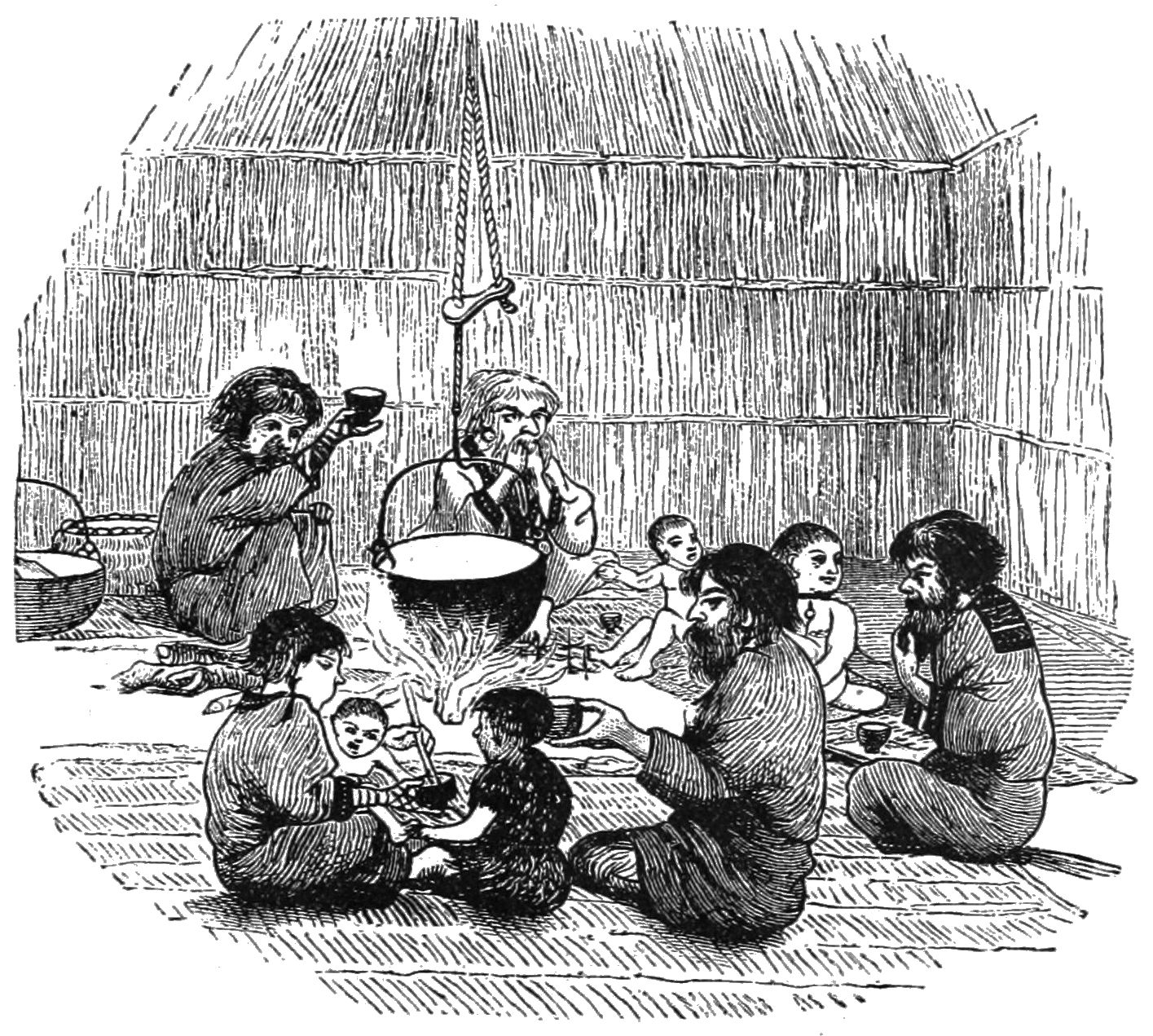
Зарисовка сцены трапезы айнов, выполненная Изабеллой Берд.

Айны о-ва Хоккайдо принимали пищу обычно 2 раза в сутки. Стабильно удерживаемая в сознании айнов идея общинной солидарности объясняет тот факт, что они всегда ели вместе. В силу этого же айны всегда готовы оказать помощь уставшему путнику. Если в семье, например, не было продуктов, чтобы накормить гостя, айны брали взаймы необходимые продукты у соседей или доставали каким-нибудь другим способом, но гостя кормили обязательно и досыта.
Кухонная утварь айнов несложна. Практически все готовится в металлических котлах и чугунках разных размеров, приобретавшихся меновой торговлей у японцев. Разделку мяса и рыбы женщины производили универсальным ножом мукирь. Разруб туши и костей осуществляли мужчины ножом тасиро. Разделка и нарезка всех продуктов производилась на итата-ни — бревне из твердого дерева, плоско обтесанном, высотой до 20 см, длиной около- метра или чуть более.
Столовой посудой служили круглые деревянные чашки итанки вместимостью около литра для супа и несколько меньше для каши. Крупные куски выкладывали на прямоугольные деревянные подносы руса. Разливали суп ковшом кашуп. Для еды пользовались палочками, а старики и дети — особыми палочками пара-пасюй, с лопатообразным расширением. Когда ели студни и кисели, то пара-пасюй использовали все, так как палочками их есть невозможно.